# Дюшмен, Мари-Анжелик
Мари́-Анжели́к Жозе́ф Дюшме́н, вдова Брюло́н (фр. Marie-Angélique Josèphe Duchemin, veuve Brulon; 20 января 1772, Динан — 30 июля 1859, Париж) — участница Французских революционных войн, первая женщина — постоялец Дома инвалидов (1799), первая женщина — кавалер ордена Почётного легиона (1851).

## Биография
Мари-Анжелик была дочерью Гийома Дюшмена. Отец и оба её брата, Шарль и Тома, были солдатами революционной армии, служившие в 42-м пехотном полку. В возрасте 17 лет она вышла замуж за капрала Андре Брюлона и, как многие женщины в то время, последовала за войском. В 1791 году под Аяччо погиб её муж, и она решила сама вступить в армию.
Вскоре Мари повысили в звании до капрала, затем — до капрала-фуражира и наконец — до сержант-майора.
Во время осады Кальви на Корсике приняла героическое участие в защите бастиона Джеско от войск англо-корсиканской коалиции. Штурм начался в ночь с 4 на 5 июня 1794 года и продолжался четверо суток.
Её боевые товарищи отправили донесение следующего содержания:

Мы, нижеподписавшиеся капрал и солдаты 42-го полка, гарнизона Кальви, подтверждаем, что 5-го прериаля II года гражданка Мари Анжелик Жозеф Дюшмен, вдова Брюлон — капрал-фуражир, замещая должность сержанта, командовала нами при форте Жеско; что она сражалась вместе с нами с мужеством героини; что корсиканские мятежники и англичане шли на штурм и нам пришлось биться холодным оружием; что она получила удар саблей по правой руке и тут же — удар стилетом по левой; что у нас не хватало боеприпасов, а она в полночь, несмотря на ранение, отправилась в Кальви в полу-льё пути, где она с усердием и мужеством настоящей республиканки подняла и нагрузила боеприпасами около шестидесяти женщин и привела их сама к нам с эскортом из четырёх мужчин, что позволило нам отбросить врага и удержать крепость, и что наконец нам остаётся лишь перейти под её командование.
Оригинальный текст (фр.)Nous soussignés, caporal et soldats du détachement du 42e régiment, en garnison à Calvi, certifions et attestons que, le 5 prairial an II, la citoyenne Marie Angélique Josèphe Duchemin, veuve Brûlon, caporal fourrier, faisant fonction de sergent, nous commandait à l'affaire du fort de Gesco ; qu'elle s'est battue avec nous avec le courage d'une héroïne; que les rebelles corses et les Anglais ayant chargé d'assaut, nous fûmes obligés de nous battre à l'arme blanche ; qu'elle a reçu un coup de sabre au bras droit et, un moment après, un coup de stylet au bras gauche, que nous voyant manquer de munitions, à minuit, elle partit, quoique blessée, pour Calvi, à une demi-lieue, où, par le zèle et le courage d'une vraie républicaine, elle fit lever et charger de munitions environ soixante femmes, qu'elle nous amena elle-même escortée de quatre hommes, ce qui nous mit à même de repousser l'ennemi et de conserver le fort, et qu'enfin nous n'avons qu'à nous louer de son commandement.

Во время осады она была серьёзно ранена. В ноябре 1797 года, в возрасте 25 лет, страдая от плохо залеченных ран, она подала ходатайство о помещении в Дом инвалидов, которое было удовлетворено в 1799 году. Таким образом, Дюшмен была первой женщиной, принятой в Дом инвалидов.
Она прожила в Доме инвалидов весь остаток своей жизни, вплоть до смерти 13 июля 1859 года, занимая различные должности, как например, управляющей одёжным складом. Будучи очень знаменитой в то время, она принимала многочисленных политических и военных посетителей, систематически отказываясь встретиться с Наполеоном, которого считала виновным в смерти своего мужа.

## Почётный легион
29 июля 1804 года маршал Серюрье безуспешно пытался добиться для вдовы Брюлон вступления в орден Почётного легиона. 
20 октября 1822 года, во время реставрации Мари-Анжелик получила офицерское звание второго лейтенанта, но в ордене ей было опять отказано.
Лишь 15 августа 1851 года Мари-Анжелик Брюлон (в девичестве Дюшмен), которой на тот момент уже исполнилось 79 лет, получила из рук президента Второй республики Луи-Наполеона Бонапарта знак кавалера ордена Почётного легиона как подтверждение её заслуг перед страной. Мари-Анжелик была первой женщиной, удостоившейся получения высшей награды Франции. 4 октября 1857 года она была также награждена медалью Святой Елены.